# Algonquins
Els algonquins són un dels grups de pobles amerindis més nombrosos i més estesos de l'Amèrica del Nord. Originàriament agrupaven centenes de tribus i hui en dia centenes de milers d'individus reclamen la pertinença a un poble algonquí. Aquest agrupament engloba els pobles què parlen una llengua àlgica. Culturalment i lingüísticament estan relacionats amb els ottawa i els anishinaabemowin, amb qui formen el grup dels anishinaabe.
Avui dia la majoria d'algonquins viu al Quebec, on formen una població aveïnant els 11.000 individus.

## Tribus algonquines

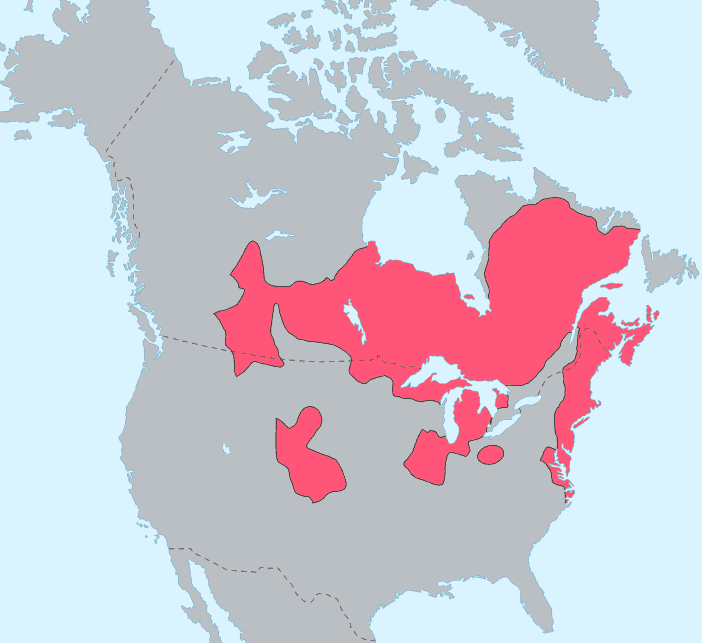
Distribució geogràfica dels parlants de llengua àlgica a Amèrica del Nord abans de l'arribada dels europeus

Les tribus algonquines de Nova Anglaterra se subdividien en els mohicans, els pequot, els narragansett, els wampanoag, els massachusetts i els pennacook. Els abenaki estaven assentats a Maine i a l'est del Quebec. Aquestes tribus practicaven l'agricultura. Els maliseet de Maine, del Quebec i de Nova Brunswick, i les tribus micmacs, de les províncies marítimes canadenques, vivien principalment de la pesca. Més al nord es trobaven els betsiamites, els atikamekw, els algonquins i els innus. Es creu que el poble beothuk de l'illa de Terranova és també un poble algonquí, però van desaparèixer al principi dels anys 1800 i han subsistit pocs testimonis de llur llengua i llur cultura. A l'oest, els anishinaabemowin – o ojibwa – i alguns grups cree vivien a Minnesota, Wisconsin, al nord de Michigan, l'oest d'Ontario i a les praderes canadenques.
Cal afegir els pobles dels miami, els mahican, els lenape (o delaware), els mohegan, els powhatan, els pamlico, els nanticoke, els montauk, els menominee, els shawnee (o shawano), els fox, els potawatomi (o potawatami), els sauk (o sac, o sack, o asakiwaki), els ottawa, els kickapoo, els arapaho, els blackfoot, i els xeienes.
El fet d'utilitzar els noms de tribus per identificar grups particulars de pobles algonquins i llurs llengües és sovint enganyós. Fins i tot avui, els casaments entre membres de grups diferents i les estretes aliances entre comunitats són comuns entre estes poblacions. Les seves llengües són igualment similars. Arreu del Canadà, els locutors cree podran comprendre's sense massa dificultats, i l'idioma ojibwa és prou propera de les llengües cree de l'oest per romandre parcialment intel·ligible. Aquestes divisions sovint han estat imposades pels esforços europeus per controlar els pobles indígenes i donar-los una identitat política a l'europea, més adaptada als objectius dels colonitzadors. Però dins d'aquestes comunitats, les identitats són sovint molt més intercanviables.

## Història

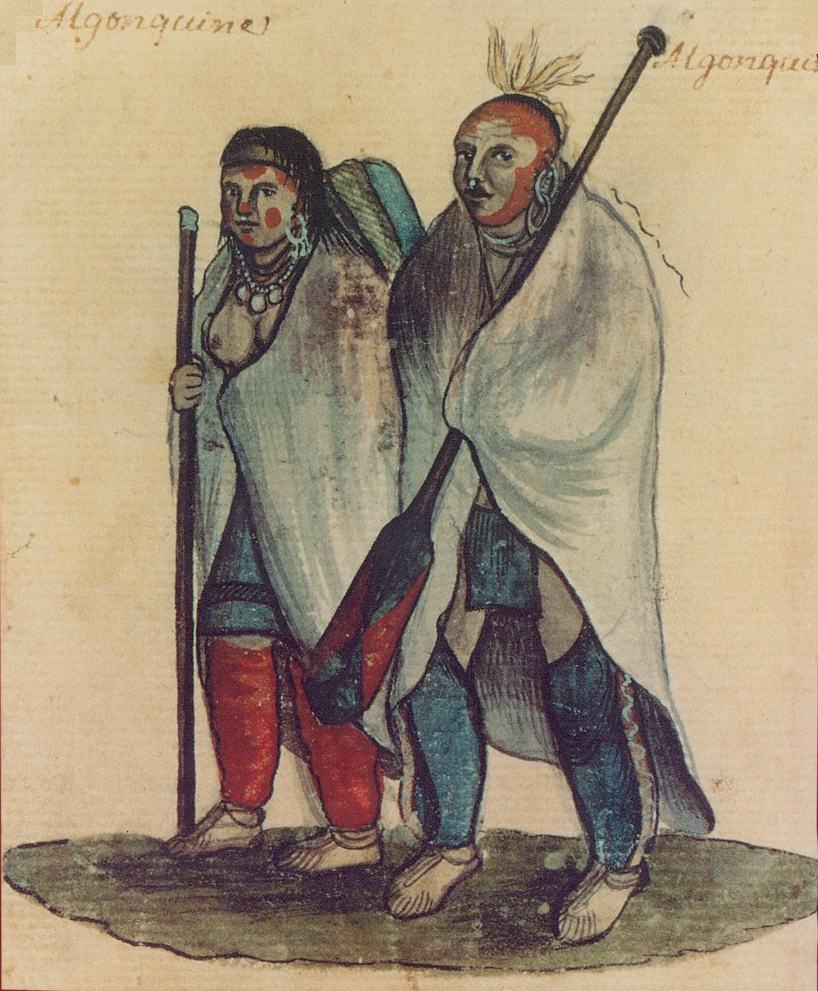
Una parella d'algonquins (il·lustració del segle XVIII)

Abans l'arribada dels europeus, la majoria de les tribus algonquines vivia de la caça i la pesca, encara que algunes completaven la seua alimentació cultivant panís, fesols, carabasses i, particularment els ojibwa, arròs salvatge.
A l'època de l'establiment de les primeres colònies a Amèrica del Nord, les tribus algonquines ocupaven el que s'ha convertit en la Nova Anglaterra (on estaven principalment concentrats), Nova Jersey, el sud-est de l'Estat de Nova York, Nova Brunswick, Nova Escòcia, tot el Canadà a l'est de les muntanyes Rocoses, Minnesota, Wisconsin, Michigan, Illinois, Indiana i, ocasionalment, Kentucky.
A l'arribada dels europeus, estaven regularment en guerra amb els seus veïns de la Federació Iroquesa, a causa de la seva rivalitat en el comerç de pells; formaren una aliança amb els innus (també montagnais) de l'est el 1570. Això els va obligar a instal·lar-se en regions no ocupades pels iroquesos. El 1603, s'aliaren amb els francesos.
Durant dos segles, els algonquins van ser l'obstacle major a l'avanç de l'home blanc, que va signar centenars de tractats de pau amb ells.
Cornstalk, Tecumseh i Pontiac van ser els cabdills algonquins destacats.